# Jessica Falkholt
Jessica Falkholt (ur. 15 maja 1988 w Sydney, zm. 17 stycznia 2018 również w Sydney) – australijska aktorka filmowa, teatralna i telewizyjna.

## Życiorys
Jessica Falkholt urodziła się 15 maja 1988 w Sydney jako córka Larsa Falkholta i Vivian Falkholt, miała siostrę Annabelle.  
W 2015 ukończyła National Institute of Dramatic Arts w Sydney.
26 grudnia 2017 brała udział w wypadku drogowym w Ulladulla nadmorskiej miejscowości położonej w stanie Nowa Południowa Walia, w którym zginęli jej rodzice, siostra i kierowca drugiego samochodu. Przeżyła ten wypadek, jednak była w śpiączce i została podłączona do aparatury podtrzymującej życie. Urządzenie odłączono 11 stycznia 2018 dzień po pogrzebie rodziców i siostry. Zmarła 17 stycznia 2018.

## Wybrana filmografia
- 2012: Tricky Business jako Pielęgniarka
- 2016: Zatoka serc (Home and Away) jako Hope Morrison
- 2017: Green River: Part One jako Diana
- 2018: Harmony jako Harmony